# Agnès Florin
Pour les articles homonymes, voir Florin (homonymie).
Agnès Florin, née en 1949 à Tulle (Corrèze), est une psychologue française, professeure émérite de psychologie de l'enfant à l'université de Nantes. Elle est connue pour ses travaux sur le développement du langage chez l'enfant, l'éducation de la petite enfance et le bien-être des enfants et des jeunes.

## Biographie
Agnès Florin fait ses études de psychologie à l'université de Clermont-Ferrand et à l'université Paris-Nanterre. Elle est enseignante-chercheuse à l'université de Poitiers, où elle soutient en 1989 une thèse d'État, intitulée « Pratiques du langage à l'école maternelle : les conversations maîtresse-élèves ».
Elle est nommée professeur de psychologie de l'enfant et de l'éducation à l'université de Nantes en 1990, où elle crée la formation doctorale en psychologie et le laboratoire de psychologie qu'elle a dirigé jusqu'en 2004. De 2002 à 2012, elle est conseillère du président de l'université de Nantes pour la recherche en sciences humaines et sociales et directrice du collège doctoral Nantes Atlantique. Elle est membre du Centre de recherche en éducation de Nantes (CREN - EA 2661) depuis 2011 et professeure émérite depuis 2012. Elle assure depuis 2022 la co-gouvernance du Cnesco (Centre national d'étude des systèmes scolaires).

## Activités de recherche et éditoriales
Agnès Florin étudie d'abord le développement du vocabulaire chez l'enfant. Cela la conduit à observer, dans le cadre d'un dispositif, les activités langagières proposées à l'école maternelle, et aux « conditions que les enfants rencontrent pour pratiquer le langage et, par là même, développer leurs compétences dans ce domaine ». Elle procède par observation directe au sein d'une quinzaine de classes, de janvier à juin, lors de la séance de langage et pendant les ateliers, travaillant sur un corpus constitué d'enregistrements sonores et de prises de notes, dans la perspective d'étudier le lien entre l'enseignement explicite de la langue et les progrès des élèves,. Ses travaux mettent en évidence les « exigences contradictoires » auxquelles sont confrontées les enseignantes observées, entre accentuer la « richesse informative » de leur discours aux dépens de la participation des élèves, ou bien privilégier la prise de parole par tous, en « sacrifiant » partiellement la « richesse conceptuelle » des énoncés. Selon ces conclusions, les stratégies adoptées par les enseignants sont fondamentales : afin que le plus grand nombre d'enfants s'exprime, il leur revient de veiller à aborder des thèmes à la fois « mobilisateurs » et « adaptés au niveau de développement » de leurs élèves. Ces recherches mettent en évidence plusieurs types d'interactions au sein de la classe, séances conversationnelles qui suscitent une forte participation des élèves, les ateliers où les échanges par la parole sont réduits, et enfin les séances informatives où l'enseignante a un quasi-monopole de la parole. Cette recherche permet également à la fois de distinguer plusieurs catégories d'élèves, selon leur modalité d'accès à la parole, et de proposer des hypothèses de compréhension de cet accès différencié à la prise de parole, en prenant en compte, outre les critères habituels socio-familiaux, l'intégration au sein du groupe classe, ou encore l'adaptation aux activités proposées. Agnès Florin propose des pistes de réflexion afin de « favoriser une participation active » des enfants, en partant de « leur besoin de communiquer » et en recherchant leur expression, en créant des « situations conversationnelles et réflexives sur le langage », et en diversifiant « les objectifs, les thèmes et les fonctions du langage ».
Agnès Florin s'est également intéressée à l'enseignement plurilingue dans des régions françaises d'outre-mer, notamment dans des écoles de Guyane, de Nouvelle-Calédonie et de Polynésie française. Elle estime que le double enseignement linguistique dans ces régions favorise la maîtrise du français, car il suscite un « travail de réflexion sur la langue », alors que selon elle, « la dévalorisation des langues d'origine entretiendrait un “semi-linguisme” ».
Ses recherches plus récentes sont consacrées à la qualité de vie des enfants et son auto-évaluation, dans différents contextes de vie, à la prise en compte du point de vue des enfants en tant qu'acteurs sociaux dans la cité et aux résistances des adultes (concept d'infantisme, traduction de "childism") conduisant à une fragilisation de la capacité d'agir des enfants et des jeunes. Elle a assuré la responsabilité scientifique de la thématique « La qualité de vie à l'école » (2014-2017) pour le Conseil national d'évaluation du système scolaire (Cnesco), avec Philippe Guimard.
Elle s'intéresse à l'engouement des bacheliers pour les études universitaires de psychologie malgré la difficulté de ce cursus, et propose, dans une tribune dans Le Monde en juillet 2018, cosignée par Roger Lécuyer et Benoît Schneider, de réintroduire l'enseignement de la psychologie au lycée, comme « formation sur les facteurs psychologiques qui déterminent les comportements et la vie sociale », estimant qu'un « enseignement construit » permettrait aux lycéens de bénéficier d'« une formation minimale sur les facteurs qui déterminent ses comportements dans les principaux domaines de son activité […], sur les conditions de sa vie en groupe, son développement et celui de ses proches ».
Agnès Florin a été membre du conseil scientifique de la Conférence des ministres de l'Éducation de la francophonie (Confemen) de 2011 à 2021, et présidente de l'Association francophone de psychologie et psychopathologie de l'enfant et de l'adolescent (AFPPEA) de2014 à 2025.

## Publications

### Ouvrages
- Niveaux de compréhension et production d'un récit par des enfants de 3 à 11 ans, avec Stéphane Ehrlich, CNRS, 1981, 126 p.  (ISBN 9782222028550)
- (dir.) Le Langage à l'école maternelle, Bruxelles, Mardaga, 1985
- Pratiques du langage à l'école maternelle et prédiction de la réussite scolaire, Puf, 1991, 243 p.  (ISBN 9782130434207)
- Le Développement du langage, Dunod, coll. « Topos », 2025 (1èe édition 1999).
- Parler ensemble en maternelle : la maîtrise de l’oral, l’initiation à l’écrit, Ellipses, 1999.
- La Scolarisation à deux ans et autres modes d’accueil, INRP et DESCO, 2000
- Réussir à l'école. Les effets des dimensions conatives en éducation, avec Pierre Vrignaud, PUR, 2007,  (ISBN 978-2-7535-0450-9)
- Enseigner à l'école maternelle : de la recherche aux gestes professionnels, avec Carole Crammer, Hatier, 2010, 223 p.  (ISBN 978-2218936678)
- La Psychologie du développement : enfance et adolescence, Dunod, coll. « Topos », 2025 (1ère édition 2003).

### Articles et chapitres d'ouvrages récents
- Acquisition du langage, entrée dans les apprentissages : qu’en dit l’éducation de la petite enfance ? in P.Suesser, M.C.Colombo, M.Bonnefoy et C.Garrigues, Le dialogue des disciplines autour du jeune enfant. Parentalité, développement, apprentissages. Toulouse : Erès, 2020, 161-178.
- Garantir l’accès de tous les enfants dans le monde à une éducation de la petite enfance équitable et de qualité. In Zaouche Gaudron, (dir), avec Dupuy, A.C., Mennesson, C. et Kelly-Irving, M., Espaces de socialisation extrafamiliale dans la petite enfance. Toulouse : Erès, 2021, 146-158.
- Specificities of the subjective quality of life of children involved with the child welfare system. avec Emmanuelle Toussaint, Fabien Bacro, Philippe Guimard, In Tilouine, H., G., Benatuil, D., & Lau, M. Handbook of Children’s Risk, Vulnerability and Quality of Life. Global perspectives. Springer, 2022.
- Evaluation d’un dispositif d’aide au développement du langage dans des multi-accueils municipaux. Discussion d’une absence d’effet. Avec Isabelle Nocus, Philippe Guimard, Florence Lacroix, Devenir, 2018, 2, 148-173.
- Les problèmes de comportement, les représentations d’attachement et le parcours de placement d’enfants relevant de la protection de l’enfance. Avec Emmanuelle Toussaint, Benoit Schneider, Fabien Bacro, Neuropsychiatrie de l’enfance et de l’adolescence, 2018, 66 (6), 335-343.
- The French adaptation of the Satisfaction With Life Scale for Children (SWLS-C): Factorial structure, age, gender and time-related invariance. Avec Fabien Bacro, Charlotte Coudronnière, Tiphaine Gaudonville, Jean-Michel Galharret, Séverine Ferrière, Philippe Guimard, European Journal of Developmental Psychology, 2020, p. 307-316 DOI 10.1080/17405629.2019.1680359
- La qualité de vie à l’école des enfants placés en foyer : le rôle de l’attachement et des problèmes extériorisés. Avec Emmanuelle Toussaint, Fabien Bacro, Benoit Schneider, L’Année Psychologique, 2021, 121, 45-75.
- Bien-être scolaire et satisfaction de vie des collégiens en France et au Vietnam au temps de la Covid-19. Avec Cendrine Mercier, Hué Than Ngo,Thi Thuy Hang Bui, Enfance, 2021, 73 (4), 337-362. DOI 10.3917/enf2.214.0337
- Rapport sur la consultation nationale 2021 Unicef des 6-18 ans. La jeunesse a bonne école ? Avec Jean-Michel Galharret, Cendrine Mercier, Emmanuelle Toussaint & Omar Zanna. [lire en ligne].
- Enquêter à distance sur le bien-être des collégiens. Avec Cendrine Mercier et Omar Zanna, Socio-anthropologie, 2022, 45, 157-177. .
- Bien-être de l’enfant, qualité de vie et enjeux éducatifs. In M.Long, Le jeune enfant, sujet de politique publique. Berger-Levrault, 2024,  115-121.
- Santé mentale des enfants : il est temps d’agir ! Cerveau & Psycho, 2025, 175, avril, 16-17.
- Les ressorts de la motivation scolaire. Une approche psychologique. Revue de l’Institut Bertrand Schwartz, 2025, 59-62.
- « Après-propos. En finir avec l’infantisme ? » , Enfance, 2025, 77(1), 125-137.

## Décorations
- Chevalière de l'ordre des Palmes académiques, 2005
- Officier de la Légion d'honneur, 2025[12]